# 佀鐘
佀鐘（1440年—1511年），字大器，號獨山，山東兗州府濟寧州鄆城縣佀樓村人，祖籍北直隸大名府清豐縣，明朝政治人物。成化丙戌進士，弘治時累官戶部尚書。

## 生平
成化二年（1466年）丙戌科進士，授監察御史，巡按兩淮鹽業。汪直指使其彈劾馬文升，佀鍾不從，被罰廷杖。由右副都御史王越舉薦，升大理寺丞，再升大理寺右少卿。以右副都御史巡視保定等府。召為刑部右侍郎，丁母憂時以官船運母柩南還，被漕運總兵官王信奏上，被逮捕下吏部。恰逢當時吏部尚書尹旻被驅逐，佀鍾與其為同鄉，於是被貶為曲靖府知府，後改徽州府知府，再入為大理寺左少卿。弘治三年（1490年）任右副都御史、巡撫蘇州、松江等地。召為戶部侍郎，總督倉場。不久，改吏部侍郎。弘治十一年（1498年）升右都御史，弘治十三年（1500年）進戶部尚書。因東廠特務舉發其子佀瑞受賄之事，辭職回鄉。正德年間，劉瑾指摘其在部期間舊事，罰米三次。正德六年（1511年）卒。

## 軼事
有一回，佀鍾與南京右通政強珍共同赴宴。強珍手拿酒壺勸酒，並對其說：“要你飲四盅。”佀鍾則回說：“你莫要強斟。”

## 家族
曾祖佀得甫；祖父佀伯祥；父佀良善。子佀瑞、佀珩、佀璲。

## 延伸阅读
[在维基数据编辑]
 《明史卷一百八十五》，出自《明史》